# Tlaltepec
Tlaltepec är en ort i Mexiko.   Den ligger i kommunen Milpa Alta och delstaten Distrito Federal, i den sydöstra delen av landet, 30 km söder om huvudstaden Mexico City. Tlaltepec ligger 2 487 meter över havet och antalet invånare är 131.
Terrängen runt Tlaltepec är huvudsakligen kuperad, men åt nordost är den platt. Runt Tlaltepec är det tätbefolkat, med 411 invånare per kvadratkilometer. Närmaste större samhälle är Xochimilco, 13,2 km nordväst om Tlaltepec. Trakten runt Tlaltepec består till största delen av jordbruksmark.